# トランスフォーマー コンボイの謎
『トランスフォーマー コンボイの謎』（トランスフォーマー コンボイのなぞ）は、1986年12月5日に発売されたタカラ（現：タカラトミー）のファミコン参入第1弾ソフト。
同社より発売された玩具『トランスフォーマー』およびそれを原作としたテレビアニメ『戦え!超ロボット生命体トランスフォーマー』（1985年 - 1986年）を題材としたアクションシューティングゲーム。サイバトロンシティーコマンダー・ウルトラマグナスを操り、デストロンを倒していく。販売は日本国内のみ。
2008年にはWii用ソフトとしてバーチャルコンソールにて配信された。

## 概要
本作品は3つの時代を舞台にしており、ウルトラマグナスが瀕死のコンボイからスクランブルシティの指揮官に任命されマトリクスを託された映画『トランスフォーマー ザ・ムービー』（1986年）の時代を起点として、タイムトンネルで過去に当たる『戦え!超ロボット生命体トランスフォーマー』（1985年 - 1986年）や、未来にあたる『戦え!超ロボット生命体トランスフォーマー2010』（1986年 - 1987年）の時代に移動しながらデストロンと戦う。
初代と『2010』の間のエピソードである『ザ・ムービー』はサイバトロン総司令官・コンボイが戦死し、総司令官交代劇が描かれた重要なエピソードであるが、諸々の事情により日本では初代『トランスフォーマー』と『2010』の間の時期に公開されなかった。そのため、日本ではコンボイが誰に殺されたのか、コンボイに代わる次のニューヒーローが誰なのかが謎となっていた。そこでこの謎を補完すべく、「君の手でコンボイの死の謎を解け!」という触れ込みで販売されたのがこのゲームであり、製品の発売と前後して「コンボイが死んだキャンペーン」なるものが行われ、テレビCMも大量に流れた。なお本作品副題が示す謎のうちの1つについては、発売の前月から総司令官ロディマスコンボイが登場する『2010』が放映開始している。
2008年6月10日より、Wiiのバーチャルコンソールのソフトとして配信されている。ファミコン版ではゲーム開始時やボス撃破時など、後にポケモンショックで問題となる2色の点滅に酷似した表現が頻繁に使用されているが、バーチャルコンソール版は点滅表現が修正され、点滅の頻度が下げられている。
2014年、『キュートランスフォーマー』の展開に合わせ、本作品をモチーフとしたスマートフォンアプリとそれを基にしたテレビアニメ『キュートランスフォーマー 帰ってきたコンボイの謎』が展開した。

## ゲーム内容

### システム
全10面で、縦スクロールと横スクロールの二種類のステージがある。自機はロボット形態とトレーラー形態にトランスフォーム（変形）できる。トレーラー形態は姿勢が低くなるが、射撃が正面に撃てず、真上と、前下方へのショットになり、ジャンプが出来なくなる。ロボット形態とトレーラー形態で特性が全く異なっており、縦スクロールのステージなどでは変形を駆使する場面が増える。
基本的に敵や敵の弾に触れると一撃で死ぬ。1万点で自機が1機増え、以降2万点毎に1機増える。
ゲームをクリアするとエンディングメッセージ表示の後にステージ1に戻る。このとき各ステージに登場する「R」「O」「D」「I」「M」「U」「S」のマークを取りクリアしていると、自機がロディマスコンボイに変化する。外見以外に変化（赤色）はないが、クリア時のメッセージが変化する。

### アイテム
ステージ各所で登場する水平に飛ぶスカイワープを倒すと、アイテム（エネルゴンキューブとされる）が出現する。さらに特定のスカイワープは赤色の「R」「O」「D」「I」「M」「U」「S」の文字（ロディマスのエネルゴンキューブとされる）を持っている。
- 「P」 - 弾が斜め上にも出る2WAYになる。
- 「B」 - バリア。敵の体当たりを3発まで防ぐ。弾の場合はより多くを防げる。音楽が変化するが、時間制の無敵アイテムではない。
- 「F」 - ジャンプ中にジャンプボタンを押すと、自在に飛行できるようになる。
- 「1」 - 自機が1機増える。
- 「D」 - パワーダウンアイテムで、「P」「F」を取っているときに取ってしまうと、パワーアップの効果が消える。

他に、ステージ各所に文字無しのアイテムなど、得点アイテムが隠されている。

## ステージ構成
ステージ構成は横スクロールが多いが、タイムトンネルを舞台とするステージ3,6,8,10は縦スクロール。
ステージ1 荒野地帯
ステージ2 遺跡の神殿
ステージ3 タイムトンネルI
- 上へ昇っていき、『ザ・ムービー』の時代から『2010』の時代に行く。隠しエリア「サイバトロンゾーン」がある。

ステージ4 亜空間都市
ステージ5 浮遊都市
ステージ6 タイムトンネルII
- 下へ降りていき、『2010』の時代から『ザ・ムービー』の時代に戻る。

ステージ7 氷河地帯
- このステージのみ床が滑るため、操作が難しくなる。

ステージ8 タイムトンネルIII
- 下へ降りていき、『ザ・ムービー』の時代から初代の時代に行く。隠しエリア「デストロンゾーン」がある。

ステージ9 地下機械都市
- このステージは道順を間違えるとループする。

ステージ10 タイムトンネルIV
- 上へ昇っていき、最後に『2010』の時代に辿り着く。

## 登場キャラクター

### サイバトロン
シティーコマンダー・ウルトラマグナス
本ゲームの主人公。瀕死のコンボイから総司令官の証として英知の結晶“マトリクス”を託される。
総司令官コンボイ
サイバトロン軍総司令官。メガトロンとの一騎討ちの際に重傷を負い、死の直前にウルトラマグナスにマトリクスを託す。また、本ゲーム内では頭部しか登場しない。
情報員バンブル
ミニボット情報員。スタースクリームの撃墜に成功すると出現し、ウルトラマグナスをワープ先まで案内してくれる。
総司令官ロディマスコンボイ
ホットロディマスのエネルゴンキューブを全て集めれば次周プレイから主人公がロディマスコンボイに変わる。性能は同一。横向きグラフィックが原作と異なりウルトラマグナスの色違い（赤色）となっている。カーモードと正面は専用グラフィック。

### デストロン
ザコ敵扱いのキャラクターは原作を無視して大量に出現する。他に、トランスフォーマーではないオリジナルの「メカニカル生命体」もザコ敵として多数登場する。
ジェットロン
ジェットロン部隊航空兵。白系のカラーリング。
ステージ1からザコ敵として登場。急降下するタイプと水平に飛ぶタイプの2種類がおり、前者は攻撃を当てると戦闘機からロボットモードに変形、後者は変形せずにアイテムとなる。説明書にはスカイワープと書かれているが、PVではジェットロン（ラムジェット）として紹介されており、攻略本では単に「ジェットロン」となっている。
空陸参謀ブリッツウィング
トリプルチェンジャーの一人。本ゲームでは戦車形態で登場。
ザコ敵として登場。ジェットロン同様攻撃を当てるとロボットモードに変形する。
空中破壊兵コンドル
カセットロン部隊空中破壊兵。
カセットロンの一員だが、本作品では変形はしない。なおリーダーであるサウンドウェーブはゲーム中に登場しない
偵察兵ラットバット
カセットロン部隊偵察兵。カセットテープに変形。
攻撃を当てるとカセットテープに変形し、足場として利用できる（破壊は可能）。ラットバットの名は説明書には記載されていない。
航空参謀スタースクリーム
ジェットロン航空参謀。F-15に変形。
ビークルモードに攻撃を当てるとロボットモードに変形し、そのままかなりの速度で飛んで逃げる。さらに撃墜するとバンブルが出現し、ワープ出来る。
原作では薄いグレー系のカラーリングだが、ゲーム内では全身が赤色。

#### ボス
機械惑星デビルスター
ゲームオリジナルキャラクターで、ステージ1のボス。またステージ2のボスは、2体登場するダブルデビルスター。カブスという名前の敵を放つ。
デストロンマーク
デストロンのエンブレム。ステージ3,6,8（タイムトンネルI,II,III）でボスとして登場する。カラーリングはそれぞれ異なっている。
デストロンボート
デストロン戦艦。ステージ4のボス。テレビシリーズ第1話に登場したものと同じデザイン（後に『ビーストウォーズメタルス』でネメシスと呼称されたもの）。
合体兵士メナゾール
カーロボット集団、スタントロン部隊が合体した姿。ステージ5のボス。
合体兵士ブルーティカス
コンバットロン部隊が合体した姿。ステージ7のボス。
破壊大帝メガトロン
デストロン軍リーダー。ステージ9のボスで、原作と違い巨大な姿で登場。隠しエリアであるデストロンゾーンでは肖像画も登場する。コンボイの謎の一部を特別に明かすとして、コンボイを殺した犯人を示す画像がどこかのステージに隠されているという言及がPVでなされている。
ダイナザウラー
ステージ10のボスで、本作のラストボス。

#### その他のゲームオリジナルの敵
クラック
ステージ1,2,7に登場する虫型のメカニカル生命体。イラストでは体はグレーで頭部のみ赤いがゲーム内では全体が赤い。速度の一定しない動きで飛行する。
ゴスプ
ステージ1に登場する巻き貝型のメカニカル生命体。上下にのみ移動しており、攻撃しても倒すことはできないが一定時間の無力化が可能。
ハンマ
ステージ1,2に登場する球が2つ繋がった形のメカニカル生命体。イラストではグレーだがゲーム内では赤い。サインカーブ状に飛行する。
プレシャー
ステージ2,7に登場するメカニカル生命体。水平に飛行するが自機と同じ高さに急降下してくる。PVではプレシャーだが攻略本ではトッシャーと記載。
ヘル
ステージ2で地面を滑走しながら上に弾を放つ。
ザッフル
ステージ2,3,6に登場する固定砲台。
ギド
ステージ3（タイムトンネルI）とステージ6（タイムトンネルII）の通り道を2〜3体で左右に動いて塞ぐ敵。
ラブ
ステージ3（タイムトンネルI）とステージ6（タイムトンネルII）の壁に設置された固定砲台。
タバラ
ステージ4,5,9に登場するカニ型のザコ敵。イラストではグレーだがゲーム内では赤い。サインカーブ状に飛行する。PVではタバラだが攻略本ではラッガーと記載。
バーケーンボール
ステージ4,5に登場する丸い敵。ステージ5のフライイングヴォルケイノからも出現する。
マラキラス
ステージ4に登場。近付くと上下に動く。
ズノンバット
ステージ4,9に登場。コウモリ型。
フライイングヴォルケイノ
ステージ5（浮遊都市）に登場。真上に火山弾を発射するタイプと敵を放出するタイプがある。
スノーコマンダー
ステージ7（氷河地帯）に登場。氷上を走行する。
アザック
ステージ7（氷河地帯）に登場する敵。氷河の中からロボットの上半身が出現する。デザインはサウンドウェーブに酷似しているが、色が異なる。
ワスタ
ステージ7に登場。高度を合わせてくる敵。
マーラ
ステージ8（タイムトンネルIII）とステージ10（タイムトンネルIV）に登場。左右に動く敵。
ガンゾ
ステージ8（タイムトンネルIII）とステージ10（タイムトンネルIV）に登場。壁に設置された固定砲台。
タイラス
ステージ9に登場する固定砲台。
ガウ
ステージ9の小さな空間に3体並んで上下に動く敵。
へんなおじさん
サイバトロンゾーンに登場。

## 移植版
| No. | タイトル                        | 発売日        | 対応機種 | 開発元 | 発売元       | メディア                              | 型式 | 売上本数 | 備考 |
| --- | ------------------------------- | ------------- | -------- | ------ | ------------ | ------------------------------------- | ---- | -------- | ---- |
| 1   | トランスフォーマー コンボイの謎 | 2008年6月10日 | Wii      | イスコ | タカラトミー | ダウンロード （バーチャルコンソール） | -    | -        |      |

## 評価

### 雑誌媒体による評価
ゲーム誌『ファミリーコンピュータMagazine』の読者投票による「ゲーム通信簿」での評価は以下の通りとなっており、13.73点（満30点）となっている。
| 項目 | キャラクタ | 音楽 | 操作性 | 熱中度 | お買得度 | オリジナリティ | 総合  |
| 得点 | 2.56       | 2.36 | 2.20   | 2.17   | 2.08     | 2.36           | 13.73 |

### 難易度に対する評価
本作品は「トランスフォーマーのゲーム」という点より、「非常に難易度が高い」という点で知名度が高い。発売当時プレイした低年齢層のほとんどは2面あたりで諦めたという。
敵機に接触したり敵弾を一発受けるだけでミスとなるが、敵弾の大きさは2×2の4ドットしかなく当時のブラウン管テレビでは視認しずらく、敵弾が背景に紛れてほとんど見えない場面（特に「第1ステージのスタート地点」）があるなど「なぜミスになったかわからない」ということが起こりやすい。倒したはずの飛行機の敵がトランスフォームしてもう一度向かってくる上、その状態になると自機よりも背が低くなり弾を当てられなくなるので、攻撃のチャンスは飛行機からトランスフォームして着地するまでの間しかない。さらに他の敵も非常に素早く動きが読みにくいなどの条件が重なっており、クリアは困難を極める。
この難易度により「ゲーム開始2秒で死亡する」「20分もゲームをプレイしていれば慣れてきて、ゲーム開始10秒は死なずにすむようになる」と表現されるほどである。
ただし、全編を通して運に左右される要素はそれほど多くない。敵弾についても、問題となるほど見えにくいのはスタート地点のみであり、弾を撃つ敵のパターン自体も限られているため、ゲーム操作に慣れてくればさほど問題にならない。パターンを構築すればクリアは容易ではないものの、アクションゲームとして不可能なレベルではない。
しかし、コンティニューが隠しコマンドであることに加え、ステージ9のループ面が極めて難しく、攻略情報無しでのクリアが現実的に困難なのも事実である。
2008年6月10日よりWiiのバーチャルコンソールのソフトとして配信されているが、CEROの審査によるレーティングでも「A（全年齢対象）」に区分されているが、タカラトミーは「本作品を配信することや、難易度に不釣合いな対象年齢設定に対し、本当に良いのか？」とコメントしており、発売当時子供だったユーザーが本作品にリベンジするにあたり「大人になったからといって、子供のころよりうまくできるとは限らない。さらなるトラウマを負わないように」と、自社製品の紹介としては異例の注意喚起をしていた（2016年現在ではこの該当項目がホームページ上から削除されている）。
なお、コンボイが死んだ理由はゲーム中で説明されず、知りえる情報は説明書のわずかな記述のみである。スタースクリームら主要メンバーの退場や、メガトロンがガルバトロンに転生する経緯などには一切触れられていない。

## 備考
業者向け受注会用の映像が存在し、『戦え!超ロボット生命体トランスフォーマー』のLD・DVDに特典として収録されている。約16分、開発中のゲーム画面とアニメ版の画面を併用し、本放送のナレーションと同じく政宗一成が解説する。音楽、敵の名称、ステージ構成など内容が製品と異なっている。この映像では、ゲームで87年夏公開のザ・ムービーの上映にさきがけていち早くコンボイの死の謎を解く、という紹介になっており、ザ・ムービーの公開予定自体はあったことがうかがえる。
ゲームのパッケージに書いてある英題は「MYSTERY OF COMVOY」だが、コンボイの正しい表記は「CONVOY」であり誤っている。なお、海外で紹介される際は正しい表記の「MYSTERY OF CONVOY」とされることが多いが、誤記である「COMVOY」のままの場合や、「MYSTERY OF OPTIMUS PRIME」と翻訳された表記も見られる。
ゲームセンターCX - 本番組メイン企画「有野の挑戦・特別編」と題したDVD-BOX1の特典映像として、MCの有野晋哉が攻略に挑戦するもその高難易度で失敗している。最終的に当時のAPである東島真一郎が徹夜で約18時間が費やされクリアする。
テレビアニメ『どっきりドクター』の第14話で、登場人物がプレイしているゲームのゲームオーバー音として、本作品のステージ開始時の効果音が使われている。
2009年、玩具展開『トランスフォーマー オルタニティ』シリーズ「メガトロン ダイヤモンドブラック」の取扱説明書に、本作品を強く意識した設定とコミックが掲載された。これによるとこのゲームもまた複数存在するトランスフォーマー世界のひとつ（2005年ごろの出来事）であり、原作と乖離したゲーム内容もオルタニティの世界からの干渉のためだったとされている。